# はくばく富士吉田
株式会社はくばく富士吉田（はくばくふじよしだ）は、レトルト食品の製造を行う日本の企業。はくばくの100%子会社。旧社名は富士吉田キユーピー株式会社。

## 概要
2006年1月にキユーピーの子会社として、富士吉田キユーピー株式会社の商号で設立。旧日立国際電気富士吉田工場の跡地をキユーピーが取得し、同年7月からキユーピー富士吉田工場として操業を開始した。その後もマヨネーズ、育児食,レトルト食品の製造を手掛けてきた。
キユーピーは競争力強化を目的として、2019年6月に保有していた株式の内49%を山梨県中央市に本社があるはくばくへ譲渡したと同時に、富士吉田キユーピーはキユーピーとはくばくとの合弁へ移行した。
キユーピーは事業の選択と集中の一環として、2021年5月13日に保有する株式51%をはくばくへ譲渡する事を発表。キユーピーが保有していた富士吉田キユーピー株式は、同年6月30日にはくばくへ譲渡されたと同時に、商号を株式会社はくばく富士吉田へ変更した。
富士吉田キユーピーが製造していた製品の内、一部のレトルト食品の製造ははくばく富士吉田へ商号変更された後も残るが、マヨネーズ、育児食の製造はキユーピーの他工場へ移管された他、「まごころ一膳 おかゆシリーズ」は2021年8月をもって販売終了する予定である。

## 沿革
- 2006年
  - 1月20日 - 富士吉田キユーピー株式会社として設立。
  - 7月 - キユーピー富士吉田工場の操業を開始。
- 2019年6月 - キユーピーが保有していた株式の内49%をはくばくへ譲渡。
- 2021年6月30日 - キユーピーが保有していた株式51%がはくばくへ譲渡されたと同時に、はくばくの完全子会社となる。同時に商号を株式会社はくばく富士吉田へ変更。